# N-氨甲酰谷氨酸
N-氨甲酰谷氨酸（英語：Carglumic acid，商品名：Carbaglu等）是一种有机化合物，分子式C6H10N2O5，用于治疗高氨血症。